# Keith Hackett
Keith Stuart Hackett, né le 22 juin 1944 à Sheffield, est un ancien arbitre anglais de football. Il commença en tant qu'arbitre de touche dans les années 1970, puis devint arbitre central dès 1981 et arbitre international de 1981 à 1991 et arrêta en 1994.

## Carrière
Il a officié dans des compétitions majeures : 
- Coupe d'Angleterre de football 1980-1981 (finale)
- Coupe du monde de football des moins de 20 ans 1983 (2 matchs)
- Charity Shield 1984
- Coupe de la Ligue anglaise de football 1985-1986 (finale)
- Euro 1988 (1 match)
- JO 1988 (3 matchs)